# Rothebach (Altenau)
Der Rothebach ist ein etwa 5 Kilometer langer Bach im  niedersächsischen Landkreis Wolfenbüttel. Er entspringt am Rand der Asse in Wittmar und mündet bei Klein Denkte von links in die Altenau.

## Geographie

### Verlauf
An dem in der Asse gelegenen Rothenberg entspringt ein Bach, der aber im Gewässergütebericht des Niedersächsischen Landesamts NLWKN nicht als Quelle genannt wird. Vielmehr wird als Quelle der westliche Ortsrand von Wittmar angegeben. Dort wird er bald von der Bundesstraße 79 überquert und durchzieht in stark begradigten Abschnitten die waldlosen Hänge zwischen Asse und Ösel. Bei Sottmar lässt er den etwa 105 Meter messenden Hohberg nördlich liegen und nimmt von Süden die Wippe auf. Bevor er in die Altenau mündet, fließt er geradlinig durch Klein Denkte. Im Ort wird er an beiden Ufern von Straßen gesäumt und ist auf einem Grundstück überbaut.

## Gewässergüte
Die Kläranlage Wittmars nutzt den Bach als Vorfluter, weshalb er in dem genannten Gewässergütebericht nur die Güteklasse II bis III erhält. Die Artenvielfalt und das Fischaufkommen sind sehr gering. Die Strukturgüte und das ökologische Potenzial werden im Maßnahmenplan des NLWKN als „schlecht“ bewertet, der chemische Zustand als „nicht gut“.